# Sylvia Daoust
Pour les articles homonymes, voir Daoust.
Sylvia Daoust, née à Montréal le 24 mai 1902 et morte le 19 juillet 2004 à l'âge de 102 ans, est une sculptrice québécoise.

## Biographie
Sylvia Daoust naît en 1902 au sein d'une famille modeste. Dès 1915, elle étudie le dessin au Conseil des arts et manufactures avec Joseph Franchère, Joseph Saint-Charles et John Y. Johnstone. Elle poursuit des études à l'École du Plateau, avec Jean-Baptiste Lagacé. Elle s’inscrit en 1923 à l'École des beaux-arts de Montréal et obtient son diplôme en 1929.  Cette année-là, elle participe à un concours interprovincial organisé par Lord Willingdon et partage le premier prix avec Elizabeth Wyn Wood. Cette même année, le gouvernement du Québec lui accorde une bourse d'études pour l'Europe. Elle y fait la rencontre du sculpteur Henri Charlier, dont elle subit l’influence et avec qui elle collaborera. De retour au Québec, elle se consacre à l’enseignement, d’abord à l'École des beaux-arts de Québec de 1930 à 1943, puis à l'enseignement de la sculpture sur bois et sur pierre à l'École des beaux-arts de Montréal de 1943 à 1968 (p. 222),.  
Au cours des années 1930, elle se lie avec Dom Bellot, un moine bénédictin et un architecte.  Sylvia Daoust réalise quelques sculptures pour l'abbaye de Saint-Benoît-du-Lac et l'oratoire Saint-Joseph de Montréal.
Parmi les autres œuvres que Sylvia Daoust a laissées, mentionnons la statue du frère Marie-Victorin au Jardin botanique de Montréal, le bronze d'Édouard Montpetit situé sur le campus de l'université de Montréal et une statue de Nicolas Viel située sur la façade du parlement de Québec. 
Sa sépulture est au Cimetière Notre-Dame-des-Neiges, à Montréal.
Le fonds d'archives de Sylvia Daoust est conservé au Musée national des beaux-arts du Québec.

## Prix et distinctions
- 1929 : Concours interprovincial Lord Willingdon, prix de sculpture
- 1955 : Boursière de la Société royale du Canada
- 1961 : Prix d'excellence de l'IRAC remis par l'Institut royal d'architecture du Canada
- 1975 : Prix Louis-Philippe-Hébert de la Société Saint-Jean-Baptiste
- 1976 :  Membre de l'Ordre du Canada[12]
- 1983 : Mérite diocésain Monseigneur-Ignace-Bourget
- 1987 :  Chevalière de l'Ordre national du Québec[13]

## Expositions

### Expositions rétrospectives
- 1974 : Sylvia Daoust, Musée du Québec, 5 au 30 septembre 1974.
- 1992 : Musée d'art de Saint-Laurent[2].
- 1994 : Musée des religions du monde, Nicolet, Québec.

## Musées et collections publiques
- Assemblée nationale du Québec
- Basilique Notre-Dame de Montréal

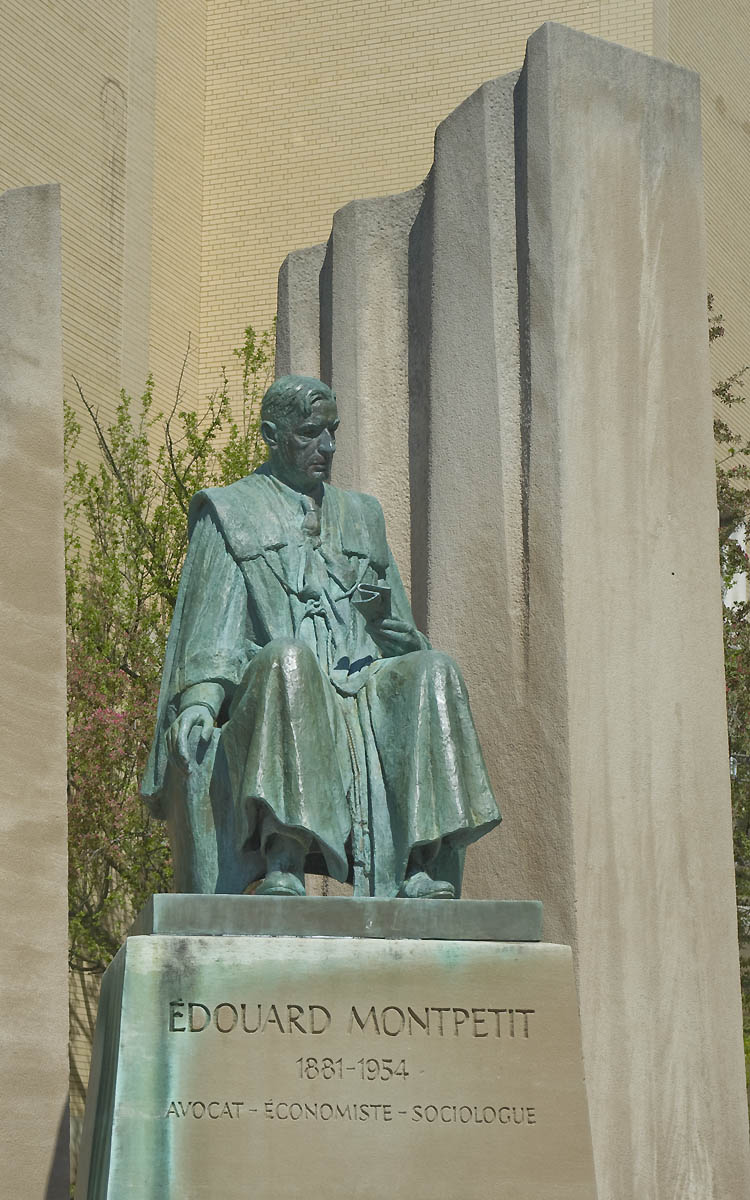
Statue d’Édouard Montpetit par Sylvia Daoust (1902–2004), sur le campus de l’Université de Montréal (1967)

- Centre historique des Sœurs de Sainte-Anne
- Collection d'œuvres d'art, Université de Montréal[14]
- Maison Mère d'Youville
- Musée canadien de l'histoire
- Musée d'art de Joliette
- Musée de la civilisation[15]
- Musée des beaux-arts de Montréal
- Musée des beaux-arts du Canada[16]
- Musée des Hospitalières de l'Hôtel-Dieu de Montréal
- Musée du Château Ramezay
- Musée national des beaux-arts du Québec, Québec[17]
- Musée Pierre-Boucher
- Les Sœurs du Bon-Pasteur de Québec
- Univers culturel Saint-Sulpice

## Hommages
La rue Sylvia-Daoust a été nommée en son honneur, en 2006, dans la ville de Québec.